# Ljapin
Il Ljapin (in russo Ляпин?) è un fiume della Russia siberiana nordoccidentale, affluente di sinistra della Severnaja Sos'va (bacino idrografico dell'Ob'). Scorre nel Berëzovskij rajon del Circondario autonomo degli Chanty-Mansi-Jugra che fa parte dell'oblast' di Tjumen'.

## Descrizione
Il fiume ha origine dalla confluenza di due rami sorgentiferi che scendono dagli Urali subpolari: da sinistra il Chulga (Хулга), lungo 253 km, e da destra lo Ščekur'ja (Щекурья), lungo 108 km.
Il Ljapin scorre con direzione prevalentemente sud-est lungo il bordo occidentale del bassopiano della Siberia occidentale e incontra la Severnaja Sos'va, a 337 km dalla sua foce.
La lunghezza del Ljapin è di 151 km, di cui 149 km (fino al villaggio di Saranpaul') sono considerati navigabili. L'area del suo bacino è di 27 300 km². La sua portata media all'altezza dell'insediamento di Lombovož, a 67 km dalla foce, è di 301,20 m³/s.
Il fiume è gelato da ottobre fino alla seconda metà di maggio.
Suo principale affluente (di sinistra) è il Kempaž (Кемпаж), lungo 289 km.